# Maurice Yvain
Maurice Yvain (París, 12 de febrero de 1891 - Suresnes, 27 de julio de 1965) fue un compositor francés célebre por sus operetas, canciones y música cinematográfica.

## Biografía
Maurice Yvain nació en 1891 en París en el seno de una familia musical. Inició su formación musical con su padre, trompetista en la orquesta de la Opéra-Comique. Desde 1903 estudió en el Conservatorio de París, donde fue discípulo de Louis Diemer y Xavier Leroux. Excelente instrumentista de piano, comenzó a tocar como pianista acompañante en el Casino de Évian. Continuó luego tocando con la orquesta del Casino de Monte Carlo y en el parisino Cabaret des Quat’z’Arts.
Tras cumplir el servicio militar entre 1912 y 1919 regresó a París donde comenzó a escribir música ligera y canciones para operetas, musicales y películas como hacían Vincent Scotto o Henri Christiné. Uno de sus más tempranos éxitos fue “Dansez-vous le foxtrot” de 1919. Maurice Chevalier, a quien había conocido en el ejército, le presentó a Albert Willemetz y a la popular Mistinguett que cantó una de sus más célebres canciones “Mon Homme” (1920). En 1968 la canción fue interpretada por Barbra Streisand en la película Funny Girl. Compuso otras piezas para Mistinguett, incluyendo “En douce” (1920), “La Java” (1922), "J'en ai marre" (1922) y "La Belote" (1925).
En la década de los 20 comenzó a componer operetas, 18 en total. La satírica Ta bouche de 1922 fue particularmente un éxito. Tuvo como secuelas Pas sur la bouche (1925) y Bouche a bouche (1925), reforzando con ellas el virtuosismo marca de la casa mostrado hasta entonces. La canción que daba título a la última de estas obras, interpretada por Regine Flory la convirtió en una artista de fama. Más adelante también compuso grandes operetas sentimentales como Chanson gitane (1947), muchas de las cuales se representaron en el Théâtre des Bouffes Parisiens. Sus obras se caracterizan por su precisión rítmica y por la imaginación y flexibilidad de sus frases musicales. A. Willemetz, Jacques-Charles, H. Varna y H. Heanson se encuentran entre sus letristas y libretistas. En alguna ocasión él mismo escribió los cantables de sus canciones.
En los años treinta sus operetas eran traducidas e interpretadas casi inmediatamente en Alemania, Austria y Hungría así como en Broadway, donde Ta bouche alcanzó más de cien representaciones. Gracias a su éxito en los Estados Unidos, varias de sus canciones se incluyeron en las famosas Ziegfeld Follies de Broadway. "Mon homme" se incluyó, por ejemplo, en la producción de la MGM The Great Ziegfeld, ganadora de tres premios Óscar. Yvain compuso música para películas de importantes directores como Anatole Litvak, Julien Duvivier y Henri-Georges Clouzot. El compositor falleció en 1965 en Suresnes, cerca de París.

## Obra compositiva

### Chansons(canciones)
- Interpretadas por Mistinguett
  - En douce (1920)
  - Mon homme (1920)
  - La Java (1922)
  - J'en ai marre (1922)
  - La Belote (1924)
- Interpretadas por Maurice Chevalier
  - Dites-moi ma mère, dites-moi (1927)
- Interpretadas por Georges Milton
  - Je t'emmène à la campagne (1928)
  - Pouet-Pouet (1929)
- Interpretadas por Dréan
  - Si tu ne veux pas payer d'impôts (1920)
- Interpretadas por Marianne Oswald
  - Le jeu de massacre (1934)

### Operetas y comedias musicales
- Ta bouche (1922)
- Là-Haut (1923)
- La Dame en décolleté (1924)
- Gosse de riche (1924)
- Pas sur la bouche (1925)
- Bouche à bouche (1925)
- Un bon garçon (1926)
- Yes (1928)
- Elle est à vous (1929)
- Jean V (1929)
- Kadubec (1929)
- Pépé (1930)
- Un deux trois (1931)
- Encore cinquante centimes (1931) en colaboración con Henri Christiné
- Oh! Papa (1933)
- La Belle histoire (1934)
- Vacances (1934)
- Un coup de veine (1935)
- Au soleil du Mexique (1935)
- Son excellence (1942)
- Monseigneur (1946)
- Chanson gitane (1946)
- La Revue de l'Empire (1950), en colaboración con Paul Bonneau, Francis Lopez y Henri Bourtayre
- Le Corsaire noir (1958)

### Música para cine
- 1931: Paris Béguin de Augusto Genina
- 1932: La Belle Marinière de Harry Lachman
- 1932: Cœur de lilas de Anatole Litvak
- 1933: Nu comme un ver de Léon Mathot
- 1933: L'Enfant de ma sœur de Henri Wulschleger
- 1934: Prince de minuit de René Guissart
- 1935: Vogue, mon cœur de Jacques Daroy
- 1936: La Belle Équipe de Julien Duvivier
- 1937: La Loupiote de Jean Kemm y Jean-Louis Bouquet
- 1942: La Fausse Maîtresse de André Cayatte
- 1942: Cartacalha, reine des gitans de Léon Mathot
- 1942: Forte tête de Léon Mathot
- 1942: L'assassin habite au 21 de Henri-Georges Clouzot
- 1946: Miroir de Raymond Lamy

### Música para la televisión
- 1964: Pierrots des Alouettes, comedia musical televisiva

### Música para la radio
- 1952: La Vente Continue, música en escena radiofónica